# Вайсеноэ
Вайсеноэ (нем. Weißenohe) — община в Германии, в земле Бавария. 
Подчиняется административному округу Верхняя Франкония. Входит в состав района Форххайм. Подчиняется управлению Грефенберг.  Население составляет 1096 человек (на 31 декабря 2010 года). Занимает площадь 4,71 км².
Коммуна подразделяется на 2 сельских округа.

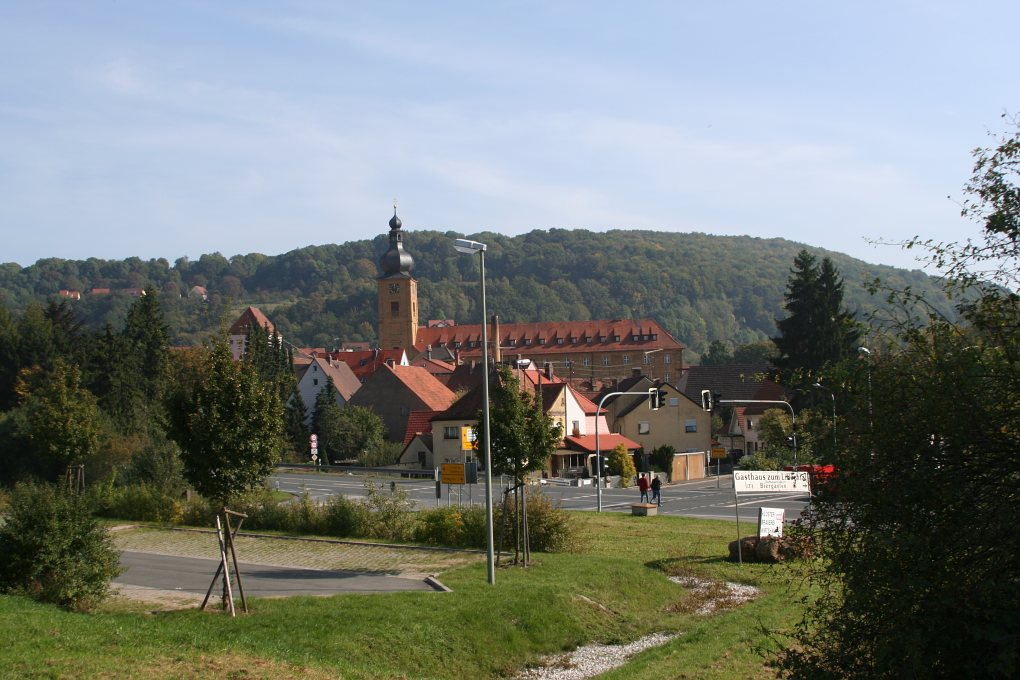
Вайсеноэ

## Население
По оценке на 31 декабря 2015 года население общины Вайсеноэ составляет 1095 чел. 

| Дата      | 1840 | 1871 | 1900 | 1925 | 1939 | 1950 | 1961 | 1970 | 1987 | 2011 |
| --------- | ---- | ---- | ---- | ---- | ---- | ---- | ---- | ---- | ---- | ---- |
| Население | 414  | 418  | 409  | 442  | 568  | 841  | 825  | 932  | 862  | 1096 |

| Год       | 1960 | 1970 | 1980 | 1990 | 2000 | 2009 | 2010 | 2011 | 2012 | 2013 | 2014 | 2015 |
| --------- | ---- | ---- | ---- | ---- | ---- | ---- | ---- | ---- | ---- | ---- | ---- | ---- |
| Население | 806  | 970  | 861  | 923  | 1162 | 1102 | 1096 | 1110 | 1100 | 1085 | 1057 | 1095 |